# DS-MAX
DS-MAX （ディーエスマックス）とは、主に1990年代から現代にかけて海外を始め日本で拡大したマルチ商法に酷似した企業、およびそのビジネス手法の総称であり、Redditや2ちゃんねるなどのネットを中心に広まった用語である。労働マルチとも呼ばれることもある。この語源はかつてカナダ・トロントに存在した訪問販売を中心としたダイレクトセールス企業の社名が由来になっているとされ、同社は2000年代初頭に分裂しその後、数多くの類似したビジネスを展開した。業界では、自己啓発やピラミッド構造の独立支援（昇進制度）を重視することで知られ、商品販売を通じて新たな販売員を勧誘し、その下でさらに販売組織を広げる仕組みを特徴とする。しかし、同時にそのビジネス手法は賛否両論を呼び、その独特な営業手法や成果主義に基づく報酬体系で知られる一方で、マルチ商法やブラック企業のような実態が指摘される。

## 概要
卸売業者・問屋・各種販売店から返品・売れ残り商品等を安価で仕入れ、それらを無店舗による直接販売、いわゆる訪問販売により売却して利益を出す。この時のノウハウが波及し、DS-MAXで使用されている営業スキルの根幹となっている。営業所の責任者には営業成績や管理能力に優れたオーナー（独立採算制で運営するスタッフ）を任命する。営業所は独立採算制で運営されており、経営形態としては支店や提携会社に近い形式を取っていることが多いが、スタートアップ企業などの小規模での営業代理店においても、これを採用をすることもある。基本的に従業員はほぼ全員業務委託契約で採用し、成果に応じて報酬が支払われるフルコミッション制で稼働する。これらは大企業や中小企業に問わず、あらゆる企業がこのようなビジネス手法を採用している。ネット上ではDS-MAX関連の企業が販売する商材として、カーワックスやクリームパン、果物などの有形商材が有名だが、現在では光回線やチャリティー、法人向けの商材などの専門的な無形商材も採用する企業も増えており、訪問販売に限らずテレアポや街頭での移動販売などの様々な販売手法を採用している。

## 昇進制度とマルチ商法との関係性
DS-MAXにおいての昇進制度とは、DS-MAXのビジネス手法の中で重要なキャリアパスの一環であり、組織内で上位の役職に昇格するための制度である。この制度は、販売員が最終的に「自分のチームを持ち、独立したオーナーになる」という目標を達成するためのステップとされ、多くのメンバーが成功の象徴として目指す。しかし、DS-MAXの手法を採用する企業の中にはオーナーの役職を導入していない企業もあり、メンバーが個々にチームを形成するのみのスタイルを取る場合もある。オーナーは、階層型組織の中で昇進を目指す末端の販売員にとっての最終目標とされており、DS-MAXでは新規の販売員を勧誘し、組織を拡大することが奨励されている。上位のメンバーは、自身が勧誘した下位メンバーの売上の一部から収益を得る仕組みとなっており、この構造はマルチレベルマーケティング（MLM）に類似している。しかし、実際には製品の販売を伴うため、厳密には違法なマルチ商法（ねずみ講）とは異なるとされるものの、実態としては新規勧誘による組織拡大が重視されるケースも多い。そのため、持続可能なビジネスモデルであるかどうかについては議論が分かれることがある。

### 新人販売員としてのスタート
- 訪問販売やイベント販売など、営業活動を行い、一定の実績を積み上げる。
- 成果次第でチームリーダーやマネージャーといった役職への昇進が可能となる。
- 知人などを販売員として勧誘し、さらに自らのチームを拡大する。

### 独立資格の取得
- 一定以上の売上を達成し、リーダーシップや数組以上のチームを運営するスキルが認められると、「オーナー」として独立する資格を得られ、オーナーは新たな支店を設立する。

### マルチ商法との関係性
DS-MAXのビジネス手法は、商品販売だけでなく、販売員の勧誘と組織の拡大を重視する点と自己啓発的な教育システムを採用する点で、マルチ商法との類似性がある。
- 販売員のピラミッド構造: DS-MAXでは新規の販売員を勧誘し、組織を拡大することが奨励されている。上位のメンバーは、自身が勧誘した下位メンバーの売上の一部から収益を得る仕組みとなっている。
- 報酬システム: 販売業績に応じた報酬に加え、チーム全体においての販売実績に応じて、報酬金額が上昇するシステムが多い。そのため、販売員の数に応じたノルマも重要視される。
- 独特な組織文化: 教育システムの効率化や、社員間の結束やモチベーションを高めるため[11]に、積極思考[12]であったり、称賛の文化があり、特定の社内用語[13]が多用される。統計学や大手ダイレクトセールス会社の研修を基にしていることが多く、会社により意味が異なる場合があるが、よく多用される共通の用語として、「平均の法則」「5Steps、8Steps」[14][15]などがある。また、昇進制度内である程度の成果を収めた従業員には「リーダー」「クルーリーダー」「シニアマネージャー」などの立場名が与えられ、その企業内では一種のステータスのように評価される。華々しい発表会等を開催したり、チームやグループ等を作らせ、その中で、様々な交遊をしたり、遠征に行って、寝食を共にしながら、営業活動をすることによって、結束を強固にし、精神的に取り込んでしまうといったマルチ商法のマインドコントロールのような現象も見受けられる。[16]

## 虚偽求人と劣悪な労働環境
DS-MAXやそれに関連する企業では、求職者を集めるために虚偽求人が問題視されている。長時間労働や少ない賃金による離職率が高いため、常に新しい人材を必要としている。そのため、求人広告を通じてできるだけ多くの求職者を引き付ける必要があり、求人広告で提示される条件や仕事内容が実際とは異なるケースが報告されており、これが求職者とのトラブルや社会的な批判の原因となっている。

### 仕事内容の誤解を招く説明
- 求人広告では「マーケティング」「海外研修あり」「イベントプロモーション」といった華やかな業務内容を謳うことが多い。
- 実際には、訪問販売や街頭での飛び込み営業など、体力的・精神的に厳しい営業活動が主な仕事である場合がある。

### 労働条件の偽装
- 「完全週休2日制」「高収入」「残業なし」「月収50万円を目指せる」などの好条件をアピールすることが一般的だが、実際には次のような問題がある。
- 求人表や面接では「正社員も選べる」「総合職になれる」と謳うが、最終的に業務委託契約で締結するように要求される場合がある。
- 入社後においても上層部から「数か月後に正社員になれる」「総合職になれる」「海外でも通用できる」などの話を持ち掛け、従業員の退職や転職活動を阻止するケースがある。
- 固定給がなく完全歩合制であるため、売上がなければ収入がほとんど得られない。
- 求人ページに「業務委託なので勤務時間は自由」と記載されている場合もあるが、実際には営業活動の前後に数時間のミーティングや自己啓発、朝礼に行くことを強制されたりなどで、結果的に実働時間が長くなることがある。

### 経費の負担
- DS-MAXのほとんどが業務委託契約であるため、業務上で必ずかかる交通費や宿泊費などの必要経費に関して、全て自己負担が原則であることが多い。そのため一日の売り上げから経費分を差し引いた利益が最低賃金に満たないケースも少なくない。

## 違法性と偽装雇用
上記の労働条件の偽装は、法律的な観点から見た問題として職業安定法第65条8号に違反している可能性が考えられる。 当該条項は「虚偽の広告をなし、又は虚偽の条件を提示して、職業紹介、労働者の募集若しくは労働者の供給を行った者又はこれらに従事した者」には６か月以下の懲役または３０万円以下の罰金に処する旨が規定されている。
企業の求人では「稼働時間は自由」と謡う場合もあるが、実態として稼働時間外での拘束が存在する場合も多い。また、このような業務委託契約で採用される従業員の民法上の取り扱いでは請負であり、これらの業務委託契約においては「偽装請負」の問題も指摘されることがある。偽装請負とは、形式上は業務委託契約や請負契約であるものの、実態としては指揮命令系統が企業側にあり、労働者としての働き方を強制されるケースを指す。そのため、業務委託契約は労働契約・雇用契約ではないため、労働基準法や労働災害を含めた労働安全衛生法が一切適用されない。また、一例ではあるが扱う商材によっては従業員のミスにより発生した損害が莫大になるケースもあり、通常の雇用契約と異なるため、その業務委託契約に基づいた損害の全額での損害賠償請求される恐れがある。